# Flamborough
Flamborough är en by och en civil parish i kommunen East Riding of Yorkshire i England. Orten har 2 121 invånare (2001). Byn nämndes i Domedagsboken (Domesday Book) år 1086, och kallades då Flaneburc / burg.